# Theobald I. (Bar)

Wappen der Grafen von Bar

Theobald I. (* um 1158; † 13. Februar 1214) war ab 1190 Graf von Bar und aus dem Recht seiner dritten Frau ab 1197 Graf von Luxemburg. Er war der Sohn von Graf Rainald II. von Bar und Agnes von Champagne.

## Biografie
Als jüngerer Sohn des Grafen von Bar erhielt er zunächst die Herrschaften Briey und Stenay. In Frankreich gehörte er durch seine Mutter zur Familie der Grafen von Champagne, dem Haus Blois, die auf regionaler Ebene dem Herzogtum Lothringen feindlich gegenüberstand, und auf überregionaler Ebene mit dem König Philipp August von Frankreich, dessen Vetter er war, um die Regentschaft in Frankreich kämpfte.
Mit seinem Bruder Heinrich I. nahm er am Dritten Kreuzzug teil und wurde dessen Nachfolger, als Heinrich bei der Belagerung von Akkon (1189–1191) starb. Nach seiner Rückkehr nach Europa widmete er sich der Stärkung seiner territorialen Macht. Durch seine dritte Ehe, mit Ermesinde II., bekam er 1197 Luxemburg in seine Hand und befand sich damit im Besitz enormer Ländereien im Grenzbereich des Heiligen Römischen Reiches zu Frankreich. 1202 wurde er von Herzog Simon II. von Lothringen ausgewählt, um seinen letzten Willen bezüglich der Nachfolge durchzusetzen. Im Gegenzug erhielt Theobald von Lothringen die Oberhoheit über die Grafschaft Vaudémont.
Spätestens beim Tod seiner Mutter Agnes 1207 erbte er auch deren Herrschaft Ligny.
Er starb 1214 kurz vor der Schlacht von Bouvines. Sein Besitz wurde geteilt, das elterliche Erbe erhielt sein Sohn, das Erbe seiner Frau ging an Herzog Walram IV. von Limburg, der seine Witwe heiratete.

## Nachkommen
Er heiratete in erster Ehe 1176 Lauretta von Looz († 1190), Tochter von Ludwig I., Graf von Looz und Rieneck, und Agnes von Metz; aus dieser Ehe stammt:
- Agnes († 1226), die 1189 Herzog Friedrich II. von Lothringen heiratete.

In zweiter Ehe heiratete er 1189 Ermesinde von Brienne († 1211) Tochter von Guido von Brienne, Graf von Bar-sur-Seine, und Elisabeth de Chacenay; aus dieser Ehe stammen:
- Heinrich II. (* 1190; † 1239), Graf von Bar
- Agnes, ⚭ Hugo I. von Châtillon († 1248), Graf von Saint-Pol und Blois
- Margarete, ⚭ I 1221 Heinrich  (* 1191; † 1228), Sohn von Heinrich III. von Salm, ⚭ II Henri de Dampierre († 1259) (Haus Dampierre)

Die Ehe wurde 1195 annulliert (was die Erbfähigkeit der Kinder nicht beeinträchtigte), so dass er 1197 in dritter Ehe Ermesinde II. (* 1186; † 1247) Gräfin von Luxemburg, Tochter von Graf Heinrich IV. der Blinde (Haus Namur), und Agnes von Geldern heiraten konnte; ihre Kinder waren:
- Rainald († vor 1214), Herr von Briey
- Tochter († 1214)
- Elisabeth († 1262) ⚭ Walram von Limburg († 1242) Herr von Monschau
- Margarete, ⚭ I Hugo III. († 1243) Graf von Vaudémont, ⚭ II Henri de Bois, Graf von Vaudémont.